# Homiel
Pour le juriste, économiste et homme d'affaires, voir Charles Gomel.
Pour l'arrêt du Conseil d'État français, voir Grands arrêts en droit administratif français#Contrôle de l'excès de pouvoir.
Homiel (en biélorusse : Гомель) ou Gomel (en russe : Гомель) est une ville de Biélorussie et le chef-lieu de la voblast de Homiel. Sa population s’élevait à 535 229 habitants en 2017, ce qui en fait la deuxième ville de Biélorussie.

## Géographie
Homiel est située à 282 km au sud-est de Minsk, près des frontières avec l’Ukraine et avec la Russie. La ville est arrosée par la rivière Soj, qui se jette dans le Dniepr une cinquantaine de kilomètres au sud.

### Climat
| Mois                                        | jan.     | fév.       | mars       | avril      | mai       | juin      | jui.      | août      | sep.      | oct.      | nov.       | déc.       | année      |
| ------------------------------------------- | -------- | ---------- | ---------- | ---------- | --------- | --------- | --------- | --------- | --------- | --------- | ---------- | ---------- | ---------- |
| Température minimale moyenne (°C)           | −6,5     | −6,2       | −2,2       | 4,3        | 9,8       | 13,5      | 15,4      | 14,2      | 9,2       | 4         | −0,4       | −4,8       | 4,2        |
| Température moyenne (°C)                    | −4,2     | −3,5       | 1,3        | 9          | 15        | 18,6      | 20,4      | 19,3      | 13,7      | 7,4       | 1,6        | −2,7       | 8          |
| Température maximale moyenne (°C)           | −1,8     | −0,5       | 5,3        | 14,1       | 20,5      | 23,9      | 25,9      | 25,1      | 19        | 11,5      | 4          | −0,5       | 12,2       |
| Record de froid (°C) date du record         | −35 1970 | −35,1 1970 | −33,7 1964 | −13,6 1952 | −2,5 1974 | −0,2 1982 | 6 1978    | 1,2 1984  | −3,2 1986 | −12 1940  | −21,7 1999 | −30,8 1997 | −35,1 1970 |
| Record de chaleur (°C) date du record       | 9,6 2007 | 15,8 1990  | 21,5 2014  | 29,3 2012  | 32,5 2007 | 36,2 2021 | 37,9 1936 | 38,9 2010 | 34,9 2015 | 27,5 1999 | 18 2010    | 11,6 2008  | 38,9 2010  |
| Ensoleillement (h)                          | 48       | 71         | 136        | 177        | 264       | 272       | 275       | 252       | 170       | 116       | 44         | 32         | 1 857      |
| Précipitations (mm)                         | 36       | 35         | 36         | 35         | 64        | 73        | 100       | 56        | 52        | 58        | 45         | 42         | 632        |
| dont neige (cm)                             | 8        | 9          | 6          | 0          | 0         | 0         | 0         | 0         | 0         | 0         | 2          | 5          | 30         |
| Record de pluie en 24 h (mm) date du record | 31 2005  | 20 2001    | 34 2013    | 43 1998    | 40 1999   | 74 1971   | 85 1999   | 54 2018   | 54 1995   | 64 1972   | 35 1972    | 30 2009    | 85 1999    |
| Nombre de jours avec précipitations         | 8        | 7          | 10         | 13         | 14        | 16        | 14        | 12        | 14        | 14        | 13         | 9          | 144        |
| Humidité relative (%)                       | 86       | 83         | 77         | 66         | 64        | 69        | 70        | 71        | 77        | 81        | 87         | 88         | 77         |
| Nombre de jours avec neige                  | 18       | 17         | 10         | 2          | 0,1       | 0         | 0         | 0         | 0,03      | 2         | 10         | 16         | 75         |
| Nombre de jours d'orage                     | 0,1      | 0,1        | 0,1        | 1          | 4         | 7         | 6         | 4         | 1         | 0,4       | 0          | 0,1        | 24         |
| Nombre de jours avec brouillard             | 5        | 4          | 4          | 2          | 1         | 1         | 1         | 2         | 4         | 6         | 6          | 6          | 42         |

| Diagramme climatique                                  |            |           |           |           |            |             |            |         |         |         |            |
| J                                                     | F          | M         | A         | M         | J          | J           | A          | S       | O       | N       | D          |
| −1,8−6,536                                            | −0,5−6,235 | 5,3−2,236 | 14,14,335 | 20,59,864 | 23,913,573 | 25,915,4100 | 25,114,256 | 199,252 | 11,5458 | 4−0,445 | −0,5−4,842 |
| Moyennes : • Temp. maxi et mini °C • Précipitation mm |            |           |           |           |            |             |            |         |         |         |            |

## Étymologie
Homiel est orthographié dans les chroniques du Moyen Âge Gomiy, Gom'e ou encore Gom. L’origine de ces noms n’est pas précise et plusieurs suppositions sont possibles.
Homiel pourrait d’abord venir d’un ancien mot slave signifiant « bruit », le vent dans les forêts et le bruit de l’écoulement la Soj pouvant expliquer cela. Mais certains historiens avancent que le nom de la ville vient de celui de l’ancienne tribu qui avait habité les lieux en premier. Homiel pourrait aussi venir du nom de Gomeyuk, nom d’un ruisseau affluent de la Soj.

## Histoire

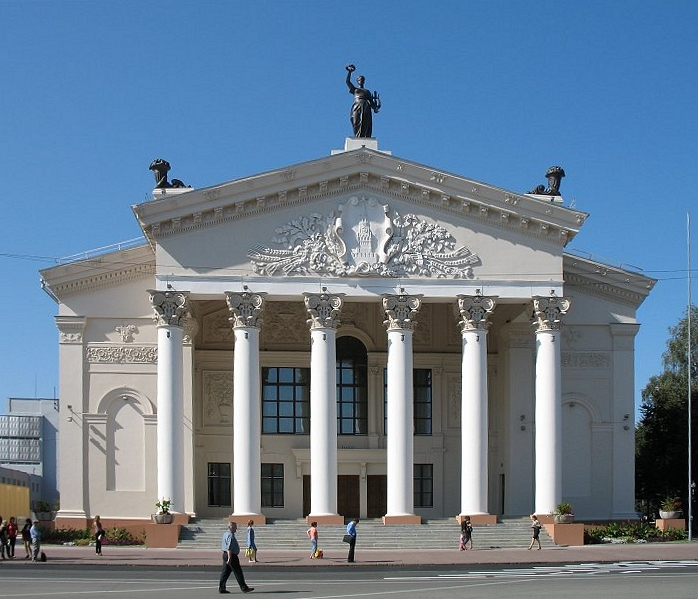
Le théâtre régional.

La date exacte de la fondation d'Homiel est inconnue, mais elle est mentionnée pour la première fois en 1142, dans une chronique. Cette date est généralement considérée comme la date de création. Les rives de l’autre côté de la Soj sont alors occupées par une autre ville, Bielitsa.
Devant, comme beaucoup de villes biélorusses au Moyen Âge, faire face à l’invasion des Tatars et aux attaques de la Horde d'or, Homiel demande la protection du grand-duché de Lituanie, par lequel elle est annexée.

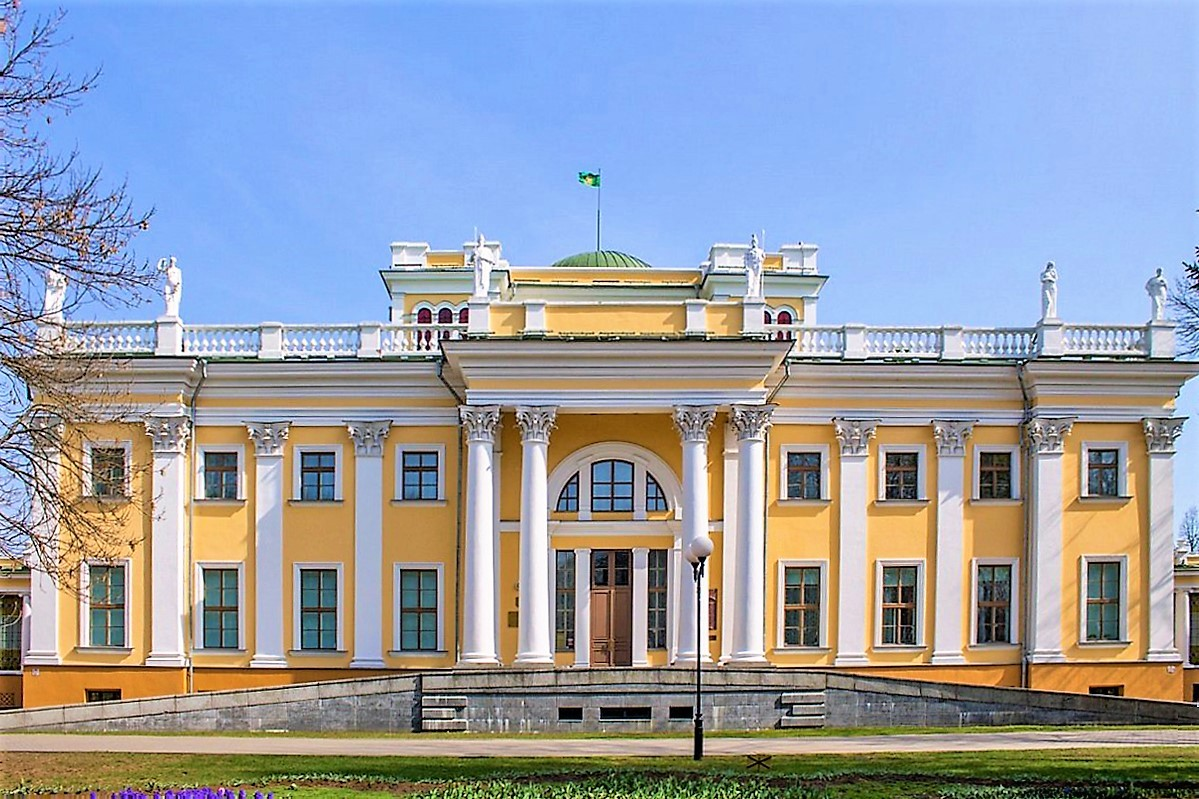
Le palais de Gomel.

L’union du grand-duché au royaume de Pologne en 1569 fait d'Homiel une ville des confins de la république des Deux Nations.
En 1772, la partie orientale de la Biélorussie est rattachée à l’Empire russe. La tsarine Catherine II fait don de la ville en 1775 à l’un de ses favoris, Piotr Alexandrovitch Roumiantsev, qui reçoit également le gouvernement de l’Ukraine. Il s’installe à Homiel et y fait construire un palais et une cathédrale, entourés d’un vaste parc. Sa femme, Irina, contribue à sa bonne réputation en faisant construire un hôpital, un orphelinat et une école de musique pour les enfants pauvres.
En 1854, Bielitsa est rattachée à Homiel, dont elle forme depuis un quartier.
Durant l’été 1903, une tentative de pogrom échoue face à la détermination d’un groupe d’autodéfense juive organisée par le Bund. Deux cents Juifs armés repoussent les agresseurs.
Pendant la Seconde Guerre mondiale, Homiel est occupée par l'Allemagne nazie du 19 août 1941 au 26 novembre 1943. Plus de la moitié de sa population juive périt exterminée pendant la guerre. En 1941, en deux jours, 2 500 Juifs d'Homiel internés dans un camp près de Monastyrek, sont fusillés dans un fossé antichar près de Lechtchinec. La ville est presque entièrement détruite au cours de la guerre.
En 1986, Homiel est l’une des premières villes touchées par le nuage radioactif provoqué par la catastrophe nucléaire de Tchernobyl. La ville reste l'une des plus irradiées de toute l'Europe et sa population n’a jamais été évacuée après la catastrophe.

## Population

### Démographie
Recensements (*) ou estimations de la population :
| 1880   | 1897*  | 1907   | 1914   | 1923*  | 1926*  |
| ------ | ------ | ------ | ------ | ------ | ------ |
| 22 000 | 36 775 | 44 500 | 97 900 | 75 401 | 82 952 |

| 1939*   | 1959*   | 1970*   | 1979*   | 1989*   | 1999*   |
| ------- | ------- | ------- | ------- | ------- | ------- |
| 139 120 | 168 270 | 272 300 | 382 785 | 500 846 | 475 500 |

| 2009*   | 2013    | 2014    | 2015    | 2016    | 2017    |
| ------- | ------- | ------- | ------- | ------- | ------- |
| 482 652 | 505 362 | 512 314 | 516 976 | 521 452 | 535 229 |

### Nationalités
Jusqu’à la Seconde Guerre mondiale, Homiel abritait une importante communauté juive :
- 20 385 personnes en 1897[8] ;
- 47 505 personnes en 1910 ;
- 40 880 personnes en 1930 ;
- 26 416 personnes en 1979.

En 2020, la population d'Homiel est composée à 84,2 % de Biélorusses, 11 % de Russes et 3,3 % d’Ukrainiens.

## Économie

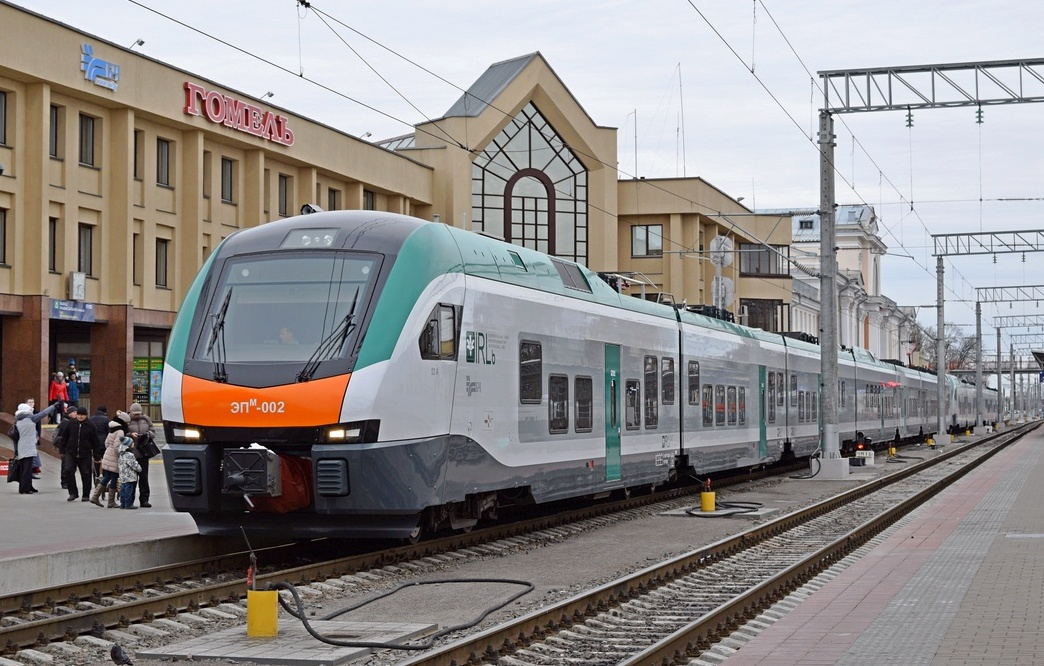
La gare ferroviaire de Gomel.

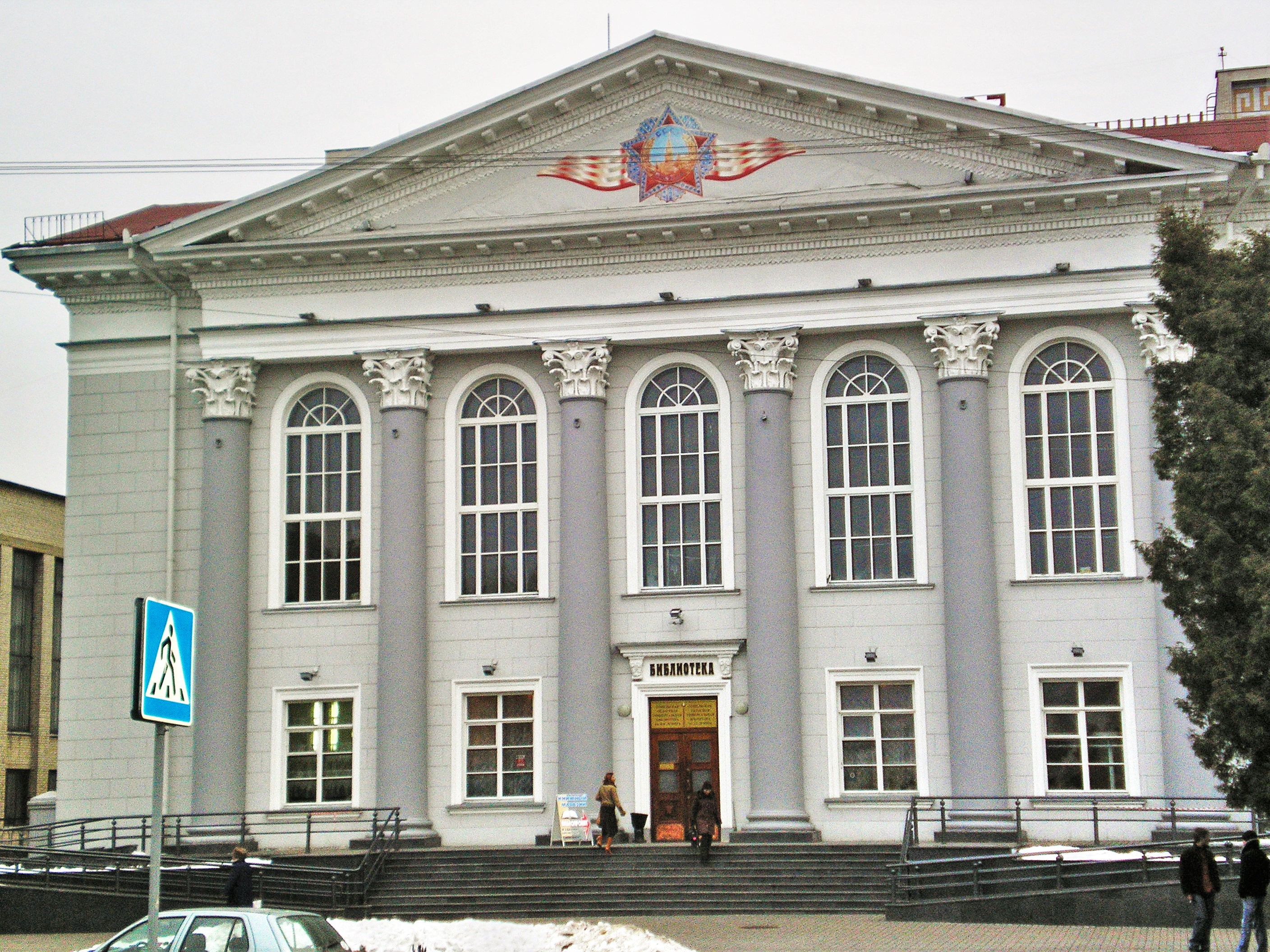
La bibliothèque centrale.

Homiel possède un aéroport, ouvert en 1968, situé à huit kilomètres de la ville : il dessert principalement des villes biélorusses et russes.
La ville est un important nœud ferroviaire, sur la ligne qui relie Kiev à Minsk.
Le transport en commun est assuré par des autobus et des trolleybus.
Homiel, à la tête d’une grande région productive, compte 101 entreprises industrielles, 15 banques et 316 usines.

## Transports
Homiel se trouve à l'extrémité est de l'autoroute M5.

## Éducation, culture
Homiel compte sept universités et établissements d’enseignement supérieur, de nombreux centres sportifs. Elle est connue pour ses théâtres, ses orchestres, son cirque et ses galeries d’art. Il y a plusieurs bibliothèques à Homiel dont la plus grande est la bibliothèque régionale Lénine (Гомельская областная универсальная библиотека имени В. И. Ленина).

## Personnalités
- Avraham Eliashiv (Erener), rabbin et père du rabbin Yosef Shalom Eliashiv (1910-2012), de Jérusalem.
- Evdokim Romanov (1855-1922), folkloriste et archéologue.
- Eliyahu Eliezer Dessler (1892-1953), rabbin orthodoxe et penseur du XXe siècle. Il est connu comme mashgia'h rou'hani de la Yechiva de Ponevezh, à Bnei Brak, en Israël.
- Michel Kikoïne (1892-1968), peintre français.
- Schneour Zalman Schneersohn (1898-1980), grand-rabbin hassidique français et américain.
- Lev Schnirelmann (1905-1938), mathématicien soviétique.
- Moïsseï Kirpitchnikov (1913-1995), botaniste soviétique.
- Marek Edelman (1919-2009), militant politique polonais.
- Mikhaïl Boudyko (1920-2001), climatologue soviétique puis russe.
- Sergueï Sidorski (1954-), Premier ministre biélorusse.
- Iryna Yatchanka (1965-), athlète lanceuse de disque, médaillée olympique.
- Yelena Rudkovskaya (1973-), nageuse biélorusse, médaillée olympique.
- Yuri Foreman (1980-), boxeur israélien.
- Barbara Prakopenka (1982-), actrice et mannequin biélorusse, naturalisée allemande.
- Vladimir Veremeenko (1984-), basketteur biélorusse.
- Wiska (1985-), actrice pornographique ukrainienne.

## Jumelages
Homiel est jumelée avec :
- Aberdeen (Écosse) depuis le 17 juin 1990 ;
- Armavir (Russie) depuis le 26 mai 2009 ;
- Briansk (Russie) depuis le 1er juin 2001 ;
- Bourgas (Bulgarie) depuis le 14 juillet 1998 ;
- Donetsk (Ukraine) depuis le 4 avril 2003 ;
- Clermont-Ferrand (France) depuis le 21 novembre 1977 ;
- Saint-Pétersbourg (Russie) :
  -  Arrondissement Krasnoïe Sélo (Russie) depuis le 1er août 2001,
  -  Arrondissement Île Vassili (Russie) depuis le 19 août 2002 ;
- Koursk (Russie) depuis le 5 novembre 2004 ;
- Liepāja (Lettonie) depuis le 8 juin 1999 ;
- Protvino (Russie) depuis le 8 juillet 1998 ;
- Radom (Pologne) depuis le 26 septembre 1992 ;
- Rostov-sur-le-Don (Russie) depuis le 25 juillet 2009 ;
- Kiev (Ukraine) depuis le 9 novembre 2009 District de Solomenskiy ;
- Sourgout (Russie) depuis le 30 avril 2005 ;
- Huai'an (Chine) depuis juin 1997 ;
- Tchernihiv (Ukraine) depuis le 1er juin 2001 ;
- Moscou (Russie) :
  -  District municipal Tcheriomouchki (Russie) depuis le 13 juillet 2007 ;
- Harbin (Chine) depuis août 2016.